# Anthony Eden

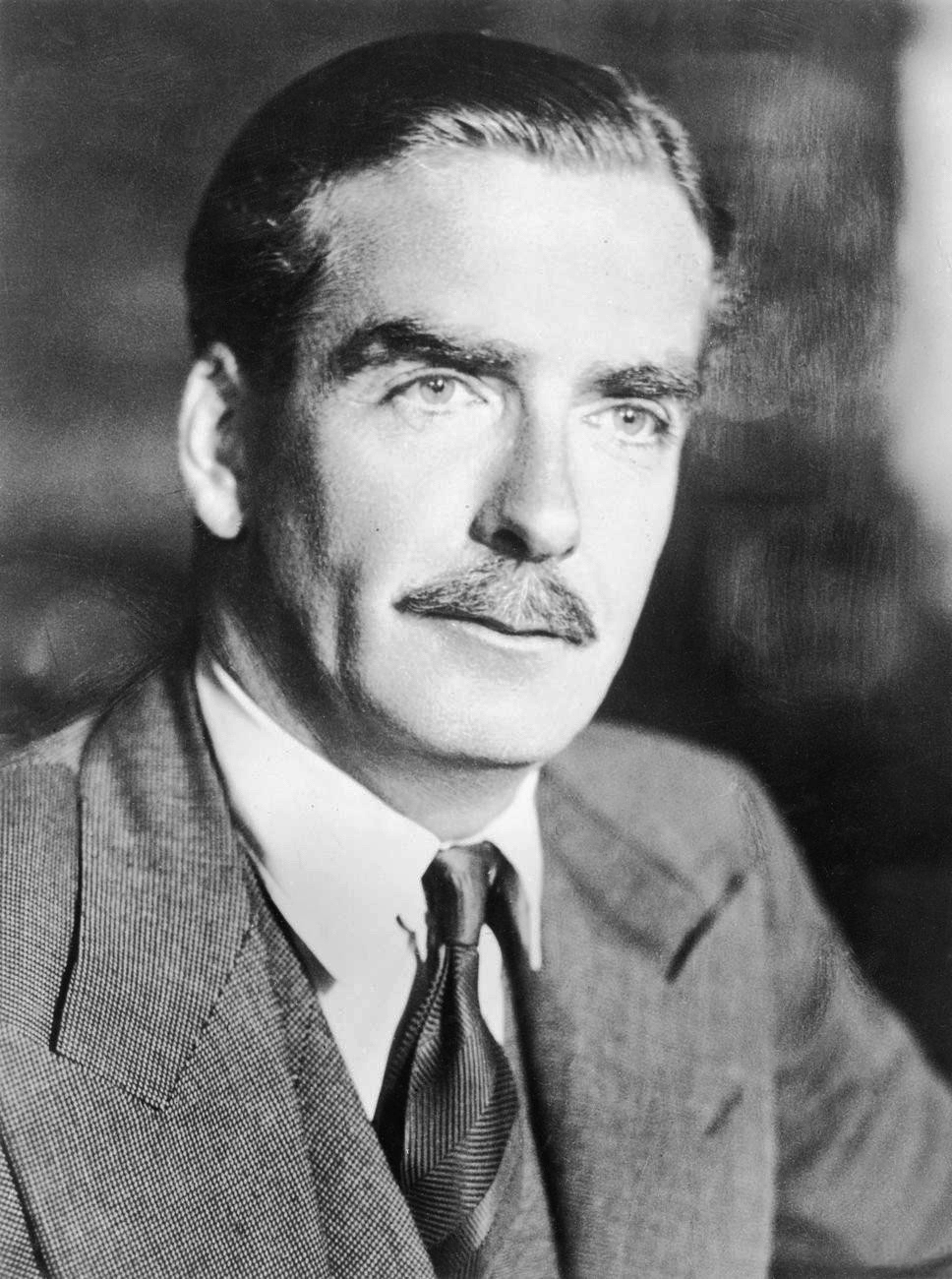
Anthony Eden als Außenminister im Kriegskabinett Churchill (1942)

Robert Anthony Eden, 1. Earl of Avon, KG, PC (* 12. Juni 1897 in Rushyford, County Durham, England; † 14. Januar 1977 in Alvediston, Wiltshire, England) war ein britischer Politiker der Conservative Party.
Dreimal – von 1935 bis 1938, von 1940 bis 1945 und von 1951 bis 1955 – war er britischer Außenminister und erwarb sich vor dem Hintergrund schwerer internationaler Krisen einen Ruf als geschickter Diplomat, der auf mehreren Konferenzen konstruktive Lösungen aushandeln konnte. Nachdem er lange als „zweiter Mann“ hinter Churchill hatte zurückstehen müssen, wurde er im April 1955 Premierminister des Vereinigten Königreichs. Die Suezkrise Ende Oktober 1956, in der Eden gemeinsam mit Frankreich und Israel auf militärische Weise den ägyptischen Führer Gamal Abdel Nasser zum Rückzug zwingen wollte, geriet jedoch zum Debakel. Die USA und die Sowjetunion wandten sich gegen die Aktion; unter dem politischen und ökonomischen Druck der USA sah sich Eden gezwungen, die militärische Aktion vorzeitig abzubrechen. Zwei Monate später trat er, auch aufgrund seiner angeschlagenen Gesundheit, im Januar 1957 als Premierminister zurück; Schatzkanzler Harold Macmillan wurde sein Nachfolger.

## Leben

### Frühe Lebensjahre

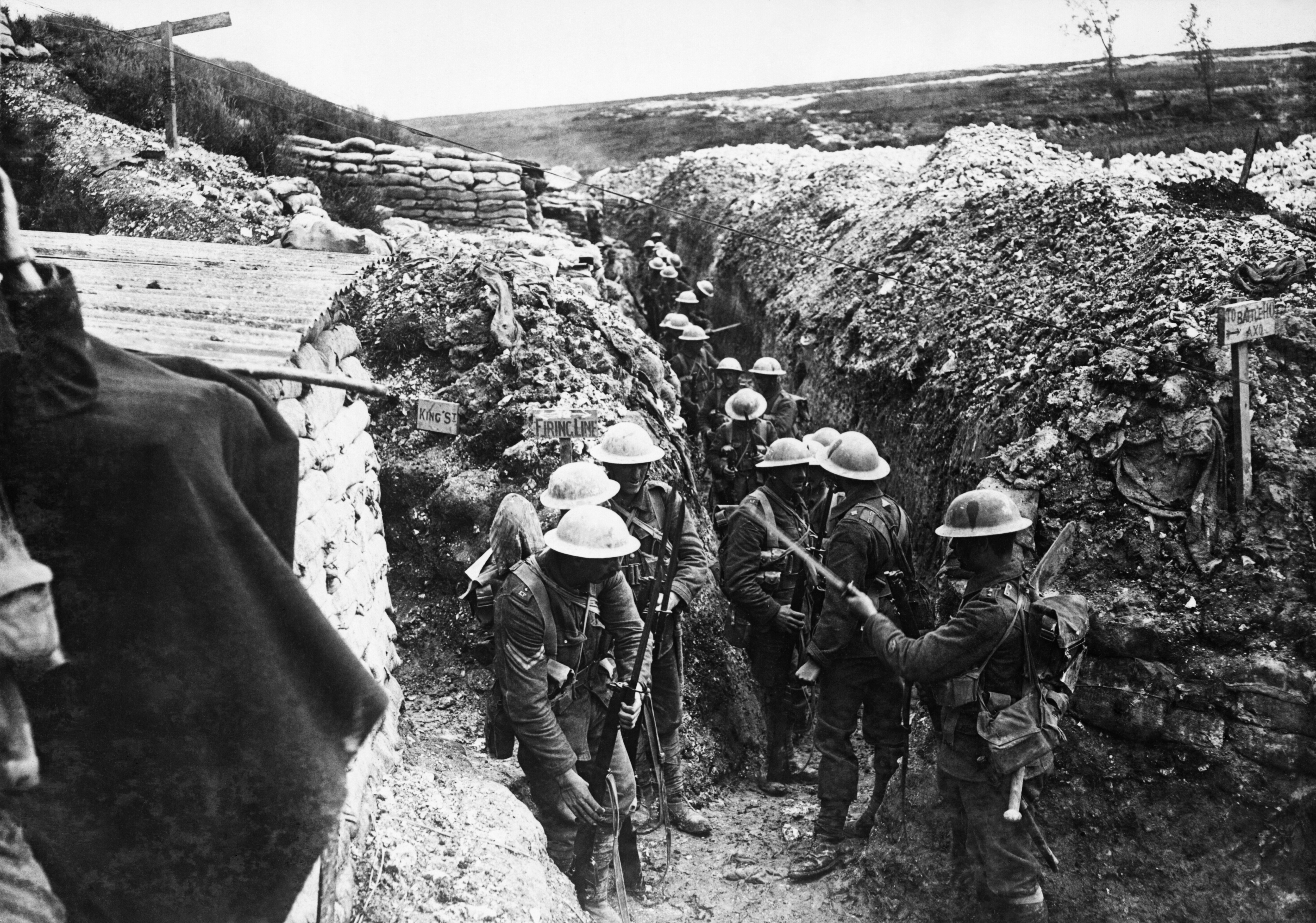
Britische Infanterie während der Somme-Offensive

Anthony Eden wurde als zweiter von drei Söhnen im Haus Windlestone Hall in der Ortschaft Rushyford geboren, wo seine Familie bereits seit vielen Generationen als Grundbesitzer lebte. Sein Vater war Sir William Eden. Seine Mutter, Sybil Grey, war Mitglied der berühmten Grey-Familie aus Northumberland, aus der bereits zahlreiche namhafte Politiker (wie etwa Edward Grey oder der Whig-Premierminister Charles Grey, 2. Earl Grey) erwachsen waren.

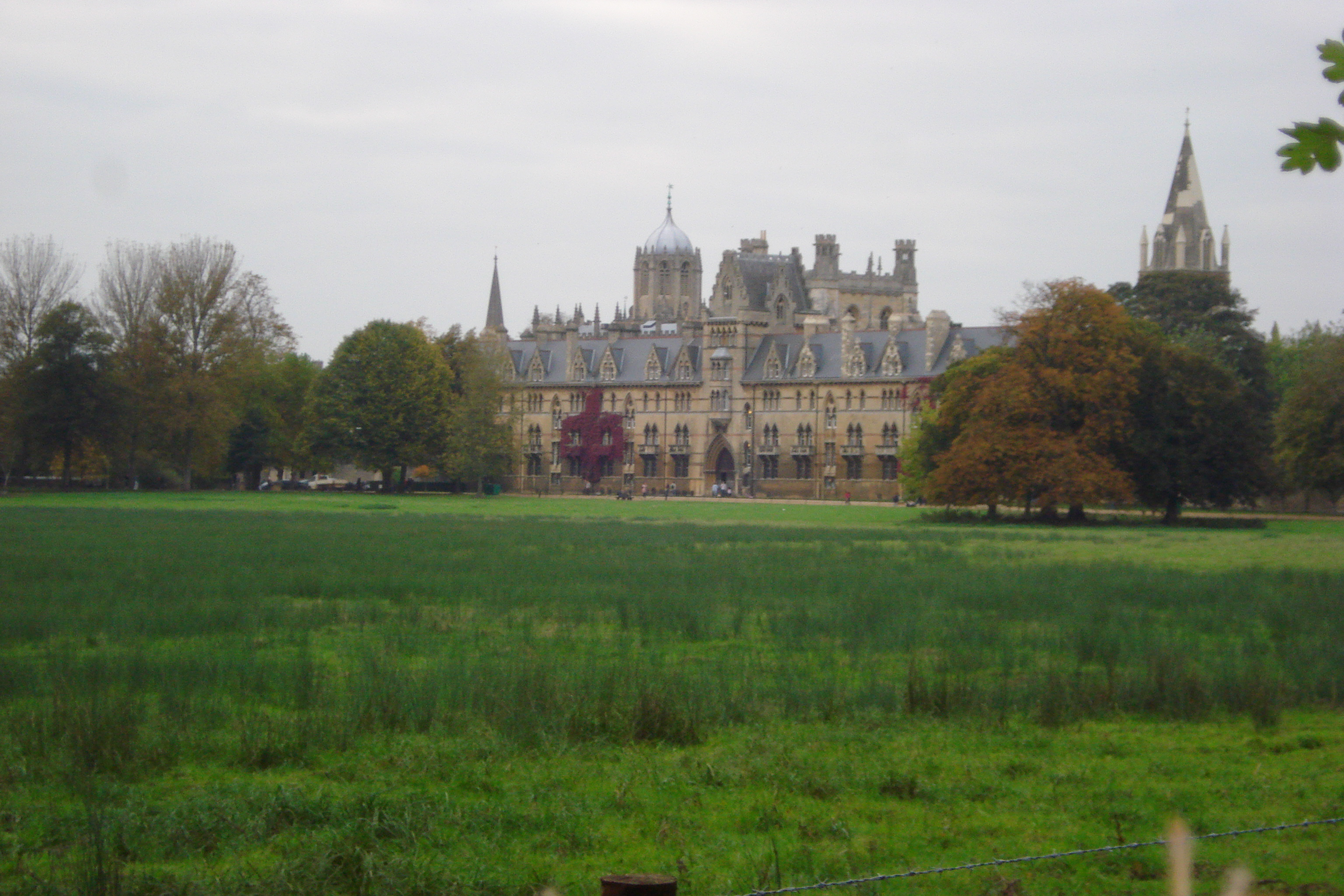
Christ Church College, Oxford

Anthony Eden besuchte zunächst die Sandroyd School (eine Vorbereitungsschule) von 1907 bis 1910, bevor er nach Eton wechselte. Dort brillierte er in mehreren Sportarten (vor allem Cricket und Rudern) und gewann einen Preis in Theologie. Im Ersten Weltkrieg fiel sein älterer Bruder Jack in der Ersten Ypernschlacht. Sobald er das 18. Lebensjahr erreicht hatte, meldete sich Eden freiwillig zum Kriegsdienst und diente im 21st Battalion des King’s Royal Rifle Corps. Nach einer militärischen Ausbildung wurde seine Einheit im Mai 1916 nach Nordfrankreich verlegt; im gleichen Monat wurde sein ihm nahestehender jüngerer Bruder Nicholas in der Skagerrakschlacht getötet. Drei Monate später wurde Eden das Military Cross verliehen; nachdem er mit einem Spähtrupp im Niemandsland auf Erkundungsmission gewesen war. Als er bei seiner Rückkehr entdeckte, dass einer seiner Soldaten fehlte, kehrte er um und rettete diesen. Im Verlauf des Krieges erlangte Eden den Rang eines Captains. Eden nahm im Verlauf des Kriegs an der Sommeschlacht, der Dritten Flandernschlacht und den Kämpfen während der deutschen Frühjahrsoffensive 1918 teil.
Nach dem Krieg studierte er in Oxford am Christ Church College, wo er 1923 seinen Abschluss in orientalischen Sprachen (Arabisch und Persisch) machte. Eden beteiligte sich in Oxford nicht an Studentenpolitik und trat keinem der politischen Debattierclubs bei. Dagegen entwickelte er ein großes Interesse an der Kunst und gründete mit Robert Gathorne-Hardy und David Cecil die Uffizi Society Oxford.
Im gleichen Jahr heiratete er die 18-jährige Beatrice Beckett (1905–1957), die Tochter des Landbesitzers Sir William Gervase Beckett aus Yorkshire, der auch Besitzer der Zeitung The Yorkshire Post war. Gemeinsam hatten sie drei Söhne, von denen der mittlere Sohn schon im Kindbett verstarb: Simon Gascoigne Eden (1924–1945), Robert Eden (1928–1928) und Nicholas Eden (1930–1985). Die Ehe war jedoch nicht glücklich; Beatrice hegte eine ausgesprochene Abneigung gegen die Politik, während Eden aufgrund seiner Verpflichtungen regelmäßig abwesend war. In den 1930er Jahren begannen Eden und seine Frau jeweils zahlreiche Affären. Beide kamen überein, die Ehe nur mehr auf dem Papier weiterzuführen.

### Beginn der politischen Laufbahn

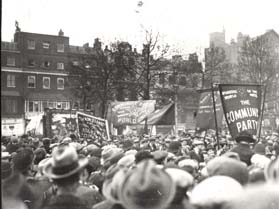
Demonstration in London während des Generalstreiks 1926

Noch während er am Christ Church College seinen Abschluss machte, gewann Eden dank der Unterstützung Lord Londonderrys die Kandidatur für den Wahlkreis Durham/Spennymoor. Er scheiterte bei den Britischen Unterhauswahlen 1922 jedoch klar. Nach seinem erfolgreichen Abschluss verwarf Eden die Möglichkeit, den Weg einer Diplomatenkarriere zu beschreiten und beschloss stattdessen, sich ganz auf eine politische Laufbahn zu konzentrieren. Er kandidierte als Abgeordneter der Konservativen Partei für Warwick und Leamington Spa, ein sicherer Wahlkreis der Konservativen, und wurde bei den Unterhauswahlen 1923 ins Unterhaus gewählt. Innerhalb der Tories stand er Premierminister Stanley Baldwin nahe, dessen behutsame Handhabung während des Generalstreiks von 1926 er bewunderte. Nachdem er zu Beginn im Unterhaus äußerst konfrontativ aufgetreten war, adaptierte er nach dem Vorbild Baldwins schnell ein maßvolles Auftreten, welches mehr konsensorientiert war. Sein ganzes politisches Interesse galt von Beginn an der Außenpolitik und 1926 wurde Eden Parliamentary Private Secretary für den damaligen Außenminister Austen Chamberlain. Um sein Salär aufzubessern, betätigte er sich zusätzlich journalistisch und veröffentlichte 1926 auch ein Buch (Places in the Sun) über seine Reisen nach Neuseeland und Australien, für das Baldwin ein Vorwort schrieb. Nach der Niederlage der Konservativen bei der britischen Unterhauswahl 1929 arbeitete Eden in den Oppositionsjahren 1929 bis 1931 in der Londoner City als Broker für die Firma Harry Lucas. 1931 wurde er mit seinem ersten Ministerialposten betraut und in Ramsay MacDonalds Regierung Staatssekretär mit spezifischer Verantwortung für Belange des Völkerbunds. Nachdem Stanley Baldwin 1934 seine dritte Regierung gebildet hatte, wurde Eden zum Lordsiegelbewahrer ernannt und in Baldwins Regierung Minister für den Völkerbund.
Wie viele Menschen seiner Generation, die den Ersten Weltkrieg erlebt hatten, bemühte sich Eden, mit Hilfe des Völkerbundes den europäischen Frieden zu bewahren. Er gehörte gleichwohl zu den ersten, die erkannten, dass der Frieden nicht allein durch eine Appeasement-Politik aufrechterhalten werden konnte. 1934/35 lernte er nacheinander die großen Diktatoren kennen. Dabei gewann er zunächst von Reichskanzler Adolf Hitler einen positiven Eindruck und glaubte, man könne dessen Wort Vertrauen schenken. Mit Benito Mussolini verband ihn dagegen sofort eine (gegenseitige) Abneigung. Nach seinem Treffen mit dem Duce betitelte er diesen als einen „kompletten Gangster“, dessen Wort nichts bedeute. Mussolini äußerte umgekehrt über Eden: „Ich sah niemals einen besser gekleideten Dummkopf.“ Zudem besuchte er auf Anregung des sowjetischen Botschafters in London, Iwan Maiski, die Sowjetunion und traf sich in Moskau mit Josef Stalin. Während des Abessinienkriegs nahm Eden auch aufgrund seiner persönlichen Einschätzung Mussolinis eine unnachgiebige Haltung ein und warb für einen Konfrontationskurs, was zu einem Zerwürfnis mit Unterstaatssekretär Robert Vansittart führte. Dieser hielt Deutschland für die größere Bedrohung und trat deshalb für eine nachgiebige Haltung gegenüber dem faschistischen Italien ein, um es als Verbündeten gegen Hitler zu gewinnen. Eden sah hierdurch das System der Kollektiven Sicherheit auf Basis des Völkerbunds kompromittiert.
Obwohl er im Unterhaus die Außenpolitik der Regierung verteidigte, kritisierte er im privaten Kreis wiederholt die Politik des Außenministers Sir Samuel Hoare. Als Hoare nach dem Scheitern des anglofranzösischen Hoare-Laval-Pakts schließlich zurücktrat, wurde Eden im Dezember 1935 sein Nachfolger als Außenminister in Baldwins Dritter Nationaler Regierung.

### Außenminister und Rücktritt

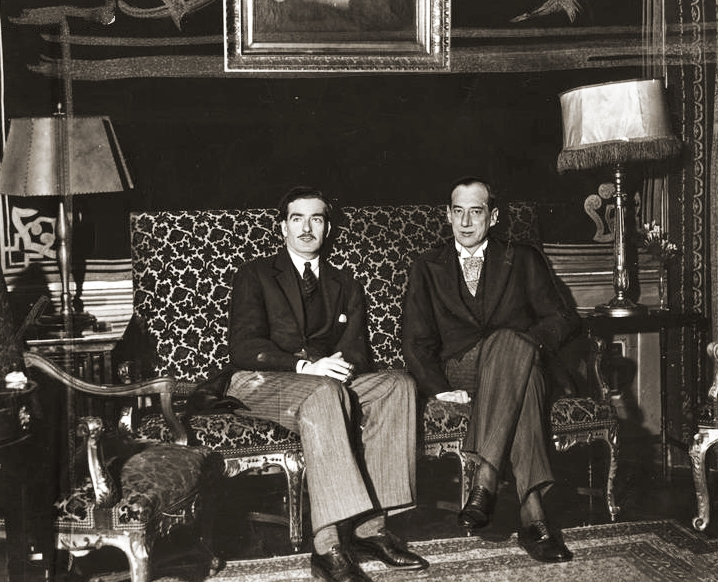
Eden bei einem Treffen mit Polens Außenminister Józef Beck, 1935

Eden übernahm das Amt zu einer Zeit, in der Großbritannien seine Außenpolitik an den Aufstieg der faschistischen Mächte in Europa anpassen musste und sich gleichzeitig im Fernen Osten mit einem militaristischen Japan konfrontiert sah, das zunehmend aggressiv auftrat. Er unterstützte die Politik der Nichteinmischung in den Spanischen Bürgerkrieg. Auch unterstützte er zunächst Neville Chamberlain in seinen Bemühungen, den Frieden durch vertretbare Zugeständnisse an Hitler-Deutschland zu bewahren. Während seiner Amtszeit als britischer Außenminister war Eden weiterhin ein aktiver Mitarbeiter am Völkerbund und arbeitete z. B. eng mit seinem niederländischen Amtskollegen Andries Cornelis Dirk de Graeff zusammen. Eden protestierte nicht, als Großbritannien und Frankreich 1936 die Wiederbesetzung des Rheinlandes hinnahmen, allerdings kam es bald zu erheblichen Differenzen zwischen Eden und Premierminister Chamberlain. Mehrfach fühlte Eden sich von Chamberlain übergangen und musste feststellen, dass dieser – ohne das Foreign Office oder das gesamte Kabinett einzubeziehen – bald eine eigenständige Außenpolitik quasi durch die Hintertür betrieb. So schickte Chamberlain die Witwe seines Halbbruders Austen, Lady Ivy Chamberlain, nach Rom, um dort für eine Wiederaufnahme der anglo-italienischen Gespräche zu werben. Eden konzentrierte sich bei seiner Kritik an Chamberlains Vorgehen dabei weniger auf inhaltliche Sachfragen, sondern argumentierte vor allem auf konstitutioneller Basis; eigenmächtige Initiativen ohne vorherige Konsultation des Kabinetts lehnte er ab. Eine Friedensinitiative des amerikanischen Präsidenten Franklin D. Roosevelt im Januar 1938 hieß Eden sofort willkommen. Chamberlain dagegen lehnte Roosevelts Initiative ohne vorherige Absprache ab, um, zunächst hinter Edens Rücken, im Februar 1938 geheime Verhandlungen mit Italien aufzunehmen. Während Chamberlain sich bald für offizielle Verhandlungen mit Italien aussprach, opponierte Eden in zwei eilig zusammenberufenen Kabinettssitzungen, konnte sich jedoch nicht durchsetzen. Am 20. Februar 1938 trat Eden deshalb zurück.
Das machte ihn indirekt zu einem Verbündeten Winston Churchills, der damals ein rebellischer Hinterbänkler der Konservativen und führender Kritiker der Appeasement-Politik war. Viele glaubten, dass Eden zum Sammelpunkt all der verschiedenen Gegner Chamberlains werden würde, aber er hielt sich zunächst bedeckt und vermied eine offene Konfrontation. Daher nahm sein Ansehen unter Politikern stark ab, während er im Land allgemein populär blieb. Von Teilen der rechten Presse und der Whips wurde er zunehmend angegriffen; der konservative Chief-Whip David Margesson betitelte Eden und seine Anhänger abschätzig als die Glamour-Boys. Anlässlich der dreitägigen Debatte über das Münchner Abkommen im Unterhaus brach er erstmals wieder sein Schweigen, äußerte jedoch – verglichen mit Churchills direkter Anprangerung – nur zurückhaltende Kritik. Vom amerikanischen Botschafter Joseph P. Kennedy wurde er kurz darauf in die USA eingeladen, wo er im New Yorker Hotel Waldorf Astoria eine Rede hielt und von Präsident Roosevelt im Weißen Haus empfangen wurde.

### Zweiter Weltkrieg

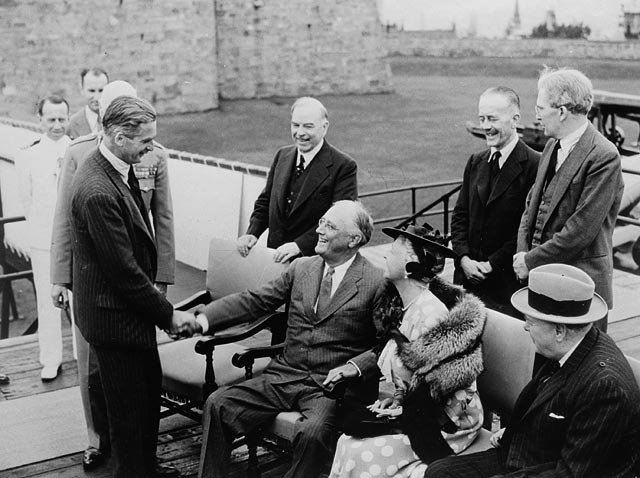
Eden, Churchill und Roosevelt auf der Quadrant-Konferenz, Québec 1943

Bei Ausbruch des Krieges im September 1939 kehrte Eden in Chamberlains Regierung als Minister für die Dominions (ehemalige Kolonien) zurück, war aber nicht Mitglied des Kriegskabinetts. Als Chamberlain im Mai 1940 nach der Norwegendebatte und dem Beginn der deutschen Invasion Frankreichs zurücktrat, wurde Churchill Premierminister. Er machte Eden zum Kriegsminister in seiner Kriegsregierung – Außenminister blieb zunächst Lord Halifax, um innerhalb der Regierung Geschlossenheit zu demonstrieren. Später im Jahr 1940 entledigte sich Churchill jedoch Halifax’, indem er ihn auf den Posten des Botschafters in Washington, D.C. abschob. Eden kehrte nun ins Außenministerium zurück und wurde in dieser Eigenschaft 1941 Mitglied der Political Warfare Executive, einer geheimen Propaganda-Behörde. Obwohl er einer von Churchills engsten Vertrauten war und eine große Arbeitslast trug, war sein Einfluss während des Krieges begrenzt, da Churchill die wichtigsten Verhandlungen mit Roosevelt und Stalin selbst führte.
Hitler diffamierte Eden nun als „der geldhungrige und eitle Geck Eden“ und behauptete, Eden habe als einer der Hintermänner Churchills den britischen Kriegseintritt „mitverschuldet“.

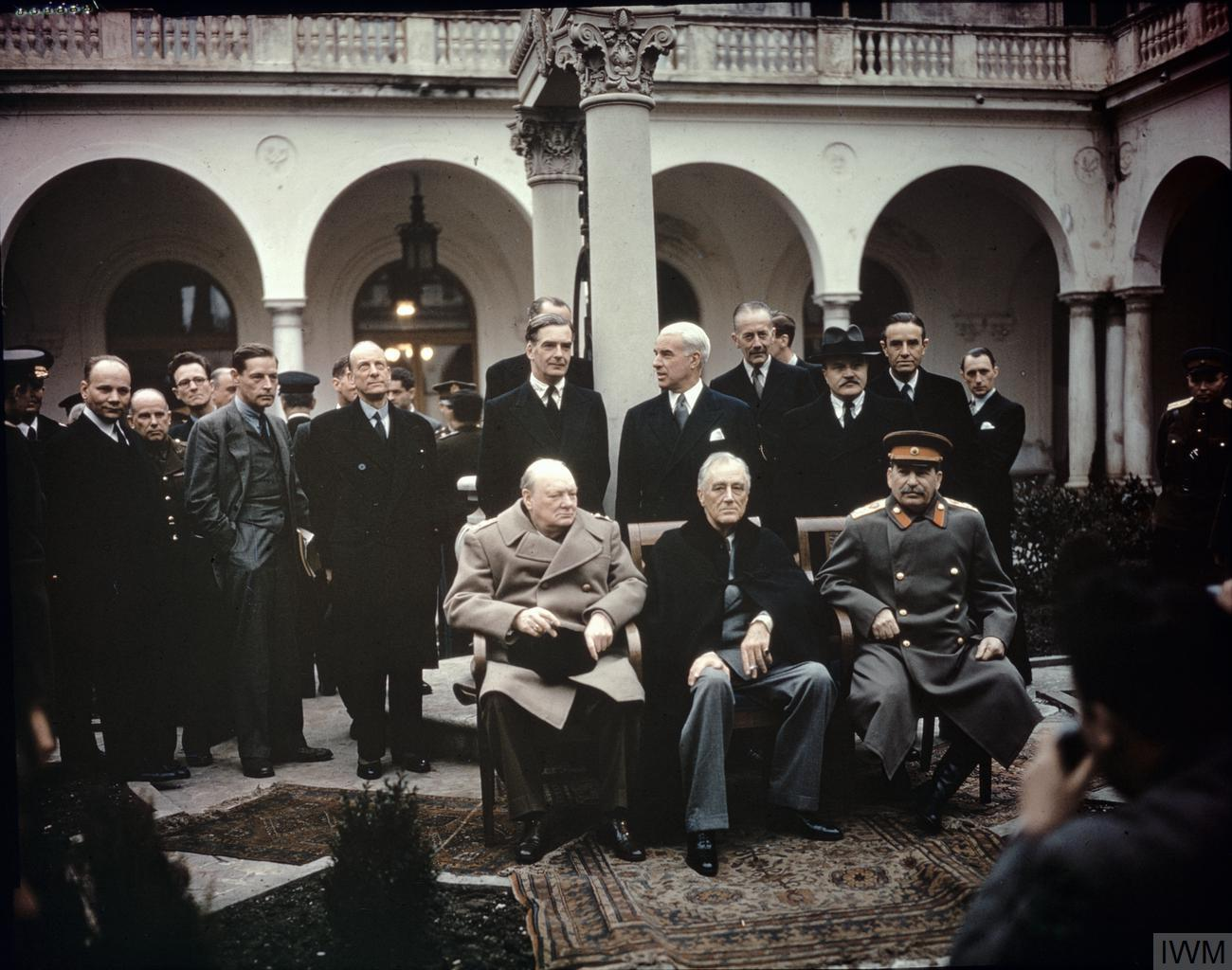
Jalta: Sitzend Churchill, Roosevelt & Stalin, dahinter Eden, Edward Stettinius und Molotow

Während Churchill nach dem japanischen Angriff auf Pearl Harbor für drei Wochen nach Washington, D.C. reiste, entsandte er Eden parallel dazu nach Moskau. Churchills Anweisungen folgend, vereinbarte Eden mit Josef Stalin eine gemeinsame Deklaration, lehnte jedoch den sowjetischen Vorschlag eines förmlichen Vertrages ab, der bereits die Nachkriegsordnung umreißen sollte. Eden und sein enger Mitarbeiter Oliver Harvey griffen auch den Vorschlag des Foreign-Office-Analysten Orme Sargent auf, gemeinsam mit Moskau eine sogenannte „Wolga-Charta“ auszuarbeiten, die die Atlantik-Charta komplementieren sollte. Eine solche „Wolga-Charta“ sollte als Gegengewicht zu Roosevelt dienen, „einem eigensinnigen Mann, der zwar meint, das Rampenlicht eines Friedens monopolisieren zu können, dessen politische Ideen aber immer noch die von vor 20 Jahren sind.“ Die Atlantik-Charta sei „ein furchtbar schwammiges Dokument, voll von den alten Klischees der Periode des Völkerbundes.“

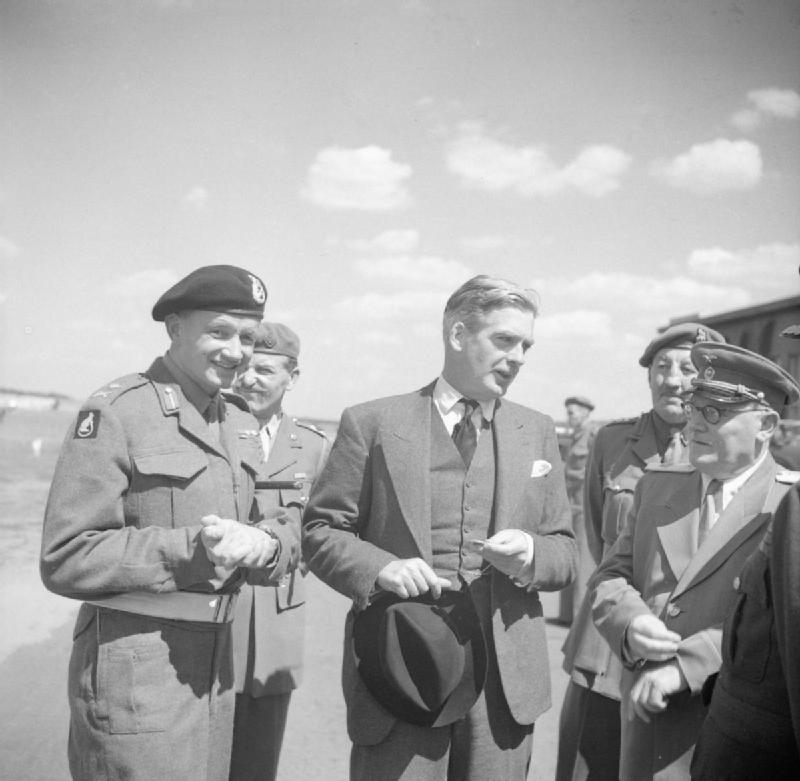
Eden 1945 in Berlin

1942 wurde Eden zusätzlich zu seinen bestehenden Aufgaben noch die Aufgabe des Leader of the House of Commons übertragen; Churchill empfahl zudem König George VI. Eden als seinen Nachfolger für den Fall seines eigenen Todes.
Im Jahr 1943 traf Eden zweimal den polnischen Widerstandskämpfer Jan Karski, der ihn unter anderem über die verzweifelte Lage der Juden im besetzten Polen unterrichtete. In Bezug auf das Nachkriegsdeutschland opponierte Eden stark gegen den Morgenthau-Plan. Im Oktober 1944 stimmte Eden bei Verhandlungen in Moskau zu, sowjetische Staatsbürger, die von britischen Truppen befreit werden würden, „ohne Rücksicht auf deren Wünsche“ der Sowjetunion zu überstellen, obwohl er wusste, dass Rotarmisten, die in deutsche Kriegsgefangenschaft geraten waren, aufgrund von Stalins Befehl Nr. 270 vom 18. August 1941 als „Hochverräter“ galten und ihnen das Todesurteil drohte. Großbritannien, so Eden, „könne sich Sentimentalität nicht leisten“. Nachdem mit der historischen Aufarbeitung dieser Zwangsrepatriierungen begonnen worden war, kam es in den 1980er Jahren zu heftigen Kontroversen in der britischen Öffentlichkeit. Gegen Ende des Krieges nahm Eden an den Konferenzen von Malta, Jalta und Potsdam teil, stand jedoch wiederum hinter dem bestimmenden Churchill zurück. Auch in der Übergangsregierung Churchills bekleidete er das Amt des Außenministers.

### Churchills „Kronprinz“

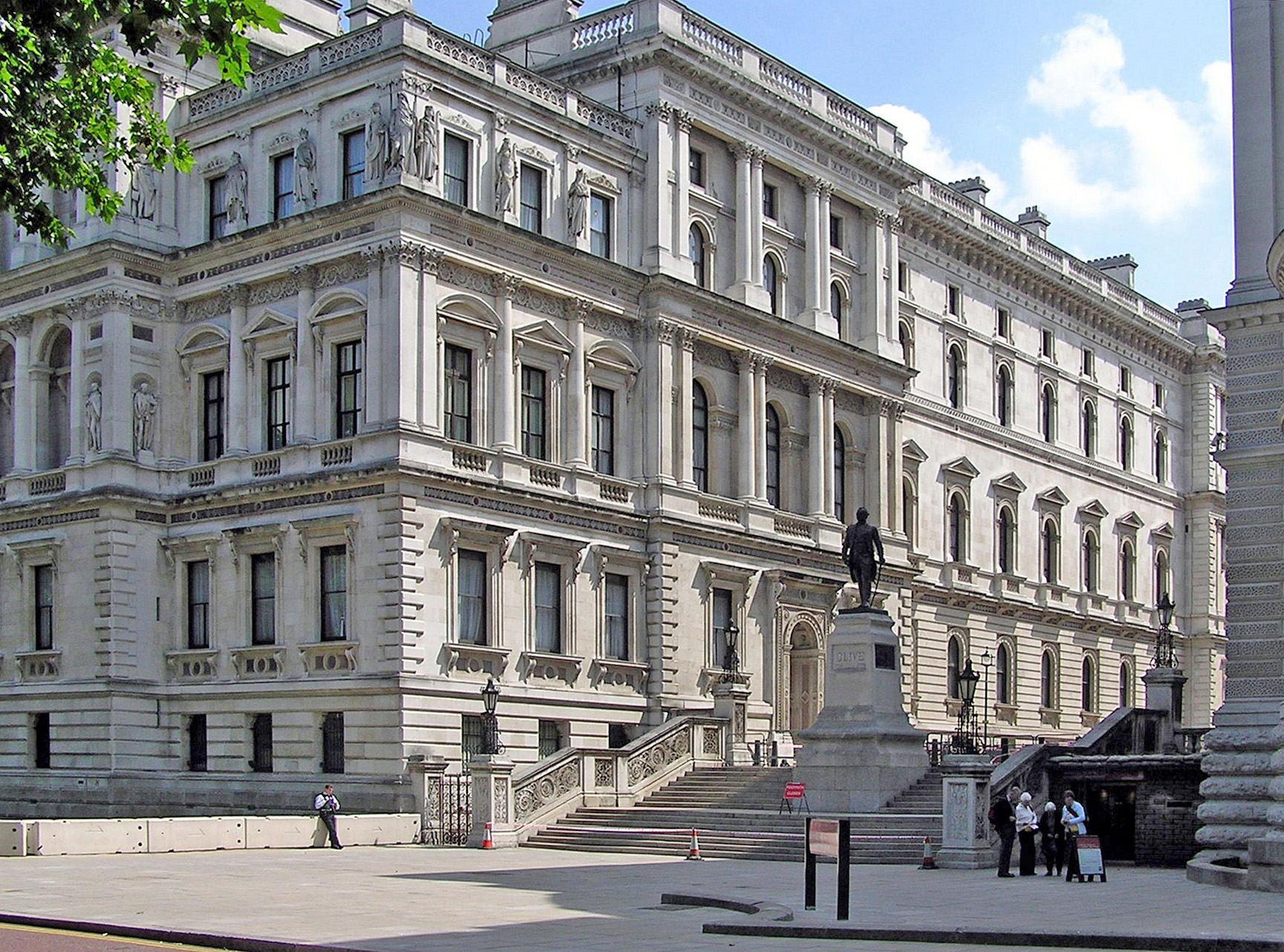
The Foreign and Commonwealth Office, Whitehall, vom St. James’s Park aus gesehen

Als die Labour Party die Wahlen am 5. Juli 1945 gewann (Clement Attlee wurde Premierminister und blieb es bis zum Oktober 1951), ging Eden als stellvertretender Führer der Konservativen in die Opposition. Eden genoss eine äußerst hohe Popularität in der Bevölkerung und viele Leute waren der Meinung, dass Churchill sich aus der Politik zurückziehen und Eden das Feld überlassen sollte. Eden versuchte im Frühling 1946 zum ersten Mal, Churchill einen Rücktritt nahezulegen. Churchill lehnte Edens Vorstoß jedoch rundweg ab. Trotz gegenseitiger Wertschätzung hatten beide, bis zu Churchills endgültigem Verzicht 1955, mehrere heftige Auseinandersetzungen sowohl über den Zeitpunkt von Churchills Rücktritt als auch verschiedene politische Sachfragen. Zusätzlich deprimiert war Eden in dieser Zeit wegen des Scheiterns seiner ersten Ehe und wegen des Todes seines älteren Sohnes, Simon Gascoigne Eden, der im Juli 1945 als RAF Sergeant in Burma gekämpft hatte und dort seit dem 8. Juli als missing in action galt. Sein Nachfolger als Außenminister, Ernest Bevin, suchte gelegentlich Edens Rat. Wie die meisten führenden Tories suchte Eden die Konservativen nun eher als eine progressive denn  reaktionäre Kraft zu porträtieren. Im Herbst 1946 lancierte er deshalb den Begriff der property-owning democracy („besitzenden Demokratie“), der in den 1920ern von einer progressiven Gruppe innerhalb der Tories geprägt worden war.

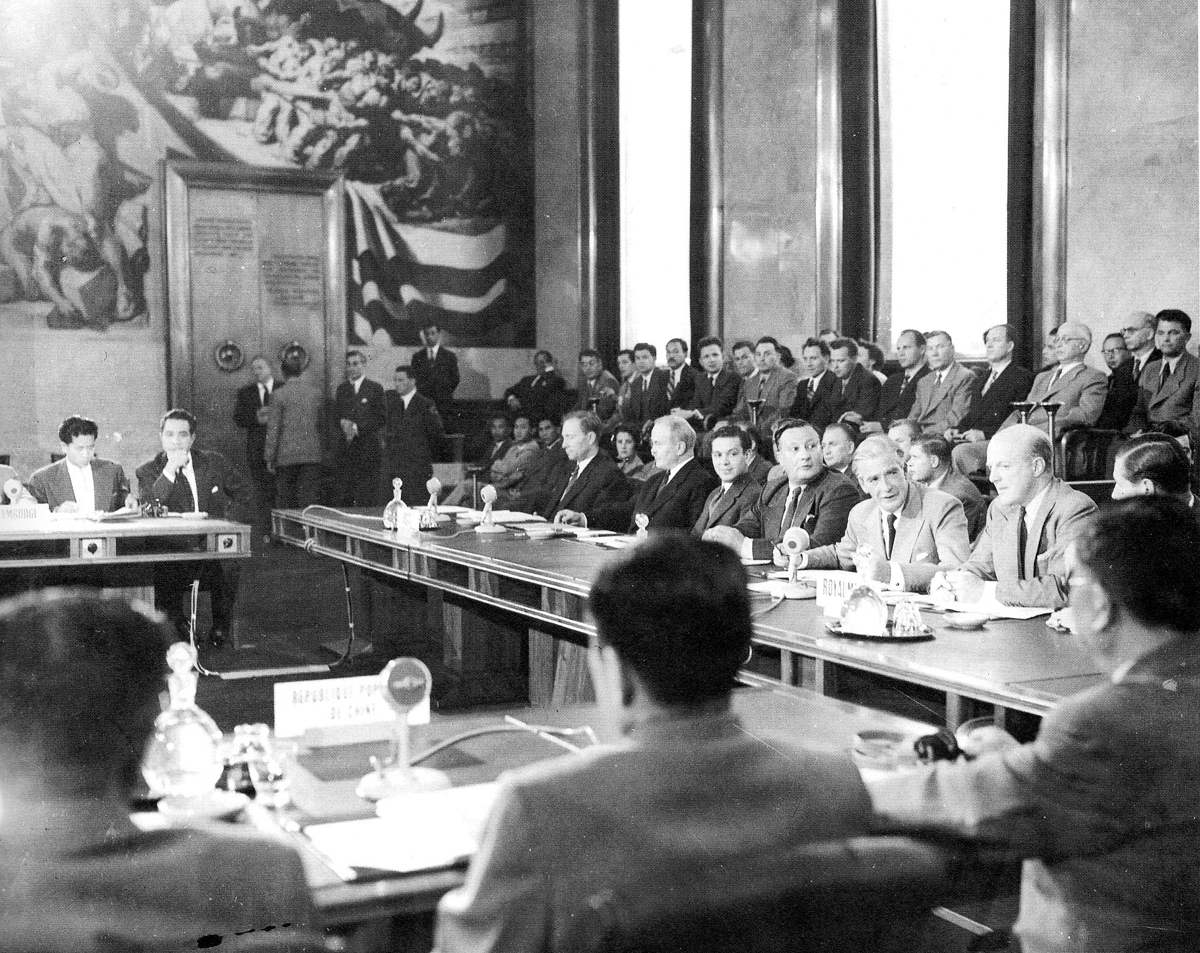
Letzte Plenarsitzung der Indochinakonferenz am 21. Juli 1954; dritter von rechts Anthony Eden

Bei den britischen Unterhauswahlen 1951 kamen die Konservativen wieder an die Regierung und Eden wurde zum dritten Mal Außenminister. Eden hatte zum ersten Mal wirksame Kontrolle über die Außenpolitik zu einer Zeit, als der Kalte Krieg deutlich an Intensität zunahm. Er bewältigte die verschiedenen Krisen dieser Periode, wenn auch Großbritannien nicht mehr die Weltmacht war wie vor dem Krieg. 1950 wurde seine Ehe mit Beatrice Eden schließlich geschieden. 1952 heiratete er Churchills Nichte, Clarissa Spencer-Churchill; diese Ehe war wesentlich glücklicher als seine erste.
Die Idee einer Europäischen Einigung und eines föderalen Europas sah er in positivem Licht; gleichwohl erwarb er sich in den 1950er Jahren eine Reputation dafür, antieuropäisch eingestellt zu sein. Sowohl dem Pleven-Plan für eine europäische Armee als auch dem Schuman-Plan, der schließlich zur Gründung der Europäischen Gemeinschaft für Kohle und Stahl führte, verweigerte er die aktive britische Beteiligung. Die Außenpolitik der USA sah er in einem zunehmend kritischen Licht und entwickelte in der Folge eine tiefgehende persönliche Abneigung gegenüber John Foster Dulles. Eden, ein überzeugter Vertreter des Britischen Weltreiches, verkannte die zunehmende Dominanz der Amerikaner im westlichen Bündnis und versuchte weiterhin, diese anzuleiten. 1953 äußerte er, sein Ziel sei es „die Amerikaner zu überzeugen, die tatsächlichen Belastungen zu übernehmen und gleichzeitig so viel Kontrolle – und damit auch Prestige und Einfluss – wie möglich für uns zu bewahren.“

### Fehlgeschlagene Operation und gesundheitliche Nachwirkungen
Edens Gesundheit, bereits seit Jahrzehnten fragil, verschlechterte sich ab Ende 1952 rapide; in der Folge litt er unter Schlaflosigkeit und war zunehmend auf den Gebrauch von Medikamenten angewiesen. Im April 1953 schließlich kamen seine Ärzte zu dem Schluss, er leide unter Gallensteinen und eine Operation sei angebracht. Im Vorfeld der Operation übte Churchill erheblichen Druck auf die Ärzte aus. Aufgrund eines Operationsfehlers wurde Edens Gallengang durchschnitten und eine zweite Operation eingeleitet, bei der Eden beinahe starb. Um die operativen Schäden teilweise zu beheben, musste Eden im Juni in die USA reisen, wo er in Boston von einem renommierten amerikanischen Spezialisten über einen Zeitraum von acht Stunden erneut operiert wurde. Eden erholte sich jedoch nie mehr vollständig und war gezwungen, in regelmäßigen Abständen weitere operative Eingriffe vornehmen zu lassen. Während seiner krankheitsbedingten Abwesenheit wurde er von Lord Salisbury vertreten.

### Rückkehr in die aktive Politik

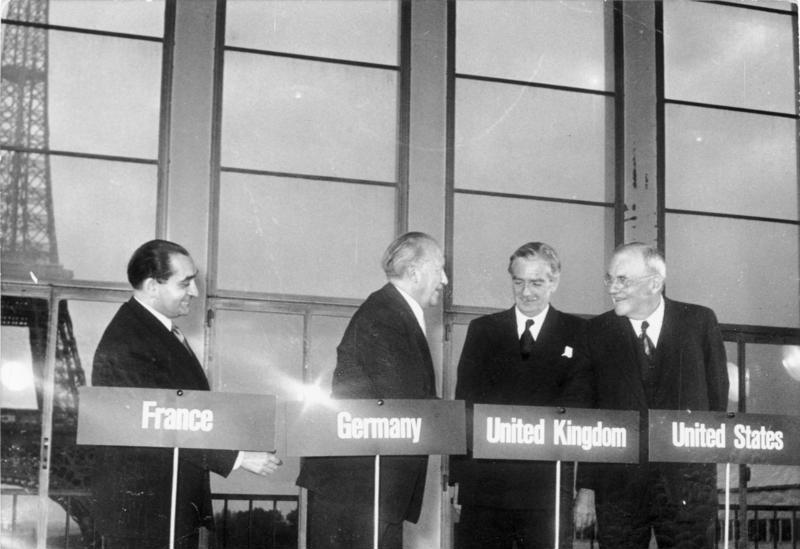
Verhandlungen zum deutschen NATO-Beitritt, von links: Pierre Mendès France, Konrad Adenauer, Anthony Eden und John Foster Dulles

Im Oktober 1953 kehrte Eden wieder aktiv ins politische Geschehen zurück, wo er erneute Differenzen mit Churchill austrug, der zu dieser Zeit ein Treffen mit Stalins Nachfolger, Georgi Malenkow, anstrebte.
1954 konnte er eine Reihe von wichtigen Verhandlungserfolgen für sich verbuchen. Der erfolgreiche Abschluss der Indochinakonferenz wird als Eden größtes Verdienst in seiner dritten Amtszeit als Außenminister angesehen. Im Juli 1954, als beide auf der Queen Elizabeth von einem Besuch in Washington, D.C. zurückkehrten, hatten Eden und Churchill eine erneute heftige Konfrontation: Eden lehnte Churchills Idee einer Reise nach Moskau ab, wo Churchill Gespräche mit Malenkow führen wollte. Wiederum stand auch die Frage der Nachfolge im Raum. Eden beurteilte Churchills Versuche, erneute Gipfelkonferenzen der ehemaligen Alliierten zu organisieren, durchweg negativ.
Im Oktober des gleichen Jahres gelang es Eden, einen Kompromiss zwischen Italien und Jugoslawien auszuhandeln; beide Länder hatten einen seit 1945 andauernden Streit um die Hafenstadt Triest ausgetragen. Auf seine Einladung hin kamen sieben europäische Staaten (Großbritannien, Frankreich, Italien, die Beneluxländer und Deutschland) und die NATO-Staaten USA und Kanada zur Londoner Neunmächtekonferenz zusammen. Ziel war es, Westdeutschland in das westliche Bündnissystem zu integrieren. Als Vorsitzender gab Eden dabei auch eine verpflichtende Zusage ab, dass Großbritannien vier Divisionen samt Luftunterstützung auf dem Kontinent stationieren würde. Am 19. Oktober 1954 wurde das Suez-Abkommen zwischen Großbritannien und der neuen ägyptischen Regierung unter Gamal Abdel Nasser, der sich durch einen Militärputsch an die Macht gebracht hatte, geschlossen. Einen Tag später, am 20. Oktober 1954, wurde Eden für seine Verdienste als Knight Companion in den Hosenbandorden aufgenommen (was er 1945 noch abgelehnt hatte, da Churchill die Ehrung damals ebenfalls ausgeschlagen hatte), erhielt den Wateler Peace Prize der Carnegie-Foundation und wurde vom sonst linksgerichteten Daily Mirror zum „Politiker des Jahres“ gekürt.

### Premierminister

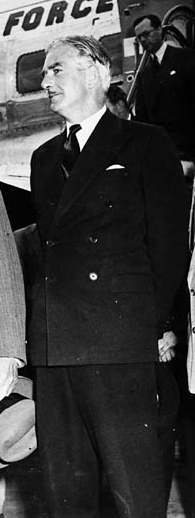
Eden bei einem Besuch in Kanada 1954

Im April 1955 trat Churchill schließlich zurück und Eden wurde sein Nachfolger. Aufgrund seiner langen Regierungstätigkeit und auch wegen seines berühmten guten Aussehens und seines Charmes war Eden zunächst sehr populär. Nach seinem Amtsantritt setzte er unverzüglich Neuwahlen an. Der Wahlkampf der Konservativen gründete sich inhaltlich vor allem auf Ideen des One-Nation-Konservatismus, denen auch Eden sich verpflichtet fühlte, und Edens Reputation als Staatsmann. Bei der Unterhauswahl am 26. Mai 1955 erhielt die Tory-Partei 46,6 % und Labour 46,4 % aller Stimmen. Per Mehrheitswahlsystem erhielten die Tories 324 und Labour 277 Sitze; die Tories hatten nun 54 (statt vorher 17) Sitze Mehrheit. Sir Anthony hatte nie ein innenpolitisches Amt bekleidet und wenig Erfahrung in Wirtschaftsfragen; zudem beschränkte sich seine Kenntnis des bürokratischen Apparats in Whitehall weitgehend auf das Foreign Office. Deshalb überließ er diese Bereiche weitgehend seinen Kabinettskollegen wie Rab Butler und Harold Macmillan; Edens persönliches Hauptanliegen in diesem Bereich war es, die Staatsausgaben zu senken. Ansonsten konzentrierte er sich weiterhin auf die Außenpolitik des Vereinigten Königreichs. Als Premier übernahm Eden Churchills inhaltliche Position und bemühte sich (erfolglos) mit Hilfe einer Viermächtekonferenz, der Genfer Gipfelkonferenz, die bestehenden Spannungen zwischen der Sowjetunion und den drei westlichen Alliierten zu lösen. Dagegen ignorierte Eden die Einladung an Großbritannien zur Konferenz von Messina, die das Vorspiel zu den Römischen Verträgen und der Gründung der Europäischen Wirtschaftsgemeinschaft bildete. Eden sah die politischen und ökonomischen Beziehungen Großbritanniens zum Commonwealth und den USA weiterhin als wichtiger an.
Eden geriet in der Presse bald in die Kritik und erwarb sich den Ruf eines Zauderers und schwachen Premiers. Zu den Schwierigkeiten kamen ökonomische Probleme hinzu: Im Land stieg die Inflation; dies war eine Ursache für eine Krise des britischen Pfundes im Bretton-Woods-System. Schatzkanzler Butler hatte 1954 noch Steuern gesenkt; die Regierung Eden sah sich zu Steuererhöhungen gezwungen. Eden, der bei Amtsantritt und nach dem Unterhaus-Wahlsieg sein Kabinett nicht umgebildet hatte, nahm kurz vor Weihnachten 1955 einige Umbesetzungen vor. Um weiterhin wirksam in das Foreign Office hineinwirken und seine eigene Außenpolitik betreiben zu können, versuchte er, seinen langjährigen Untergebenen Selwyn Lloyd als Außenminister zu installieren. Er überzeugte den amtierenden Außenminister Harold Macmillan nur durch mehrere Zusagen und das Versprechen, ihn als den unumstrittenen Leiter der „Heimatfront“ zu behandeln, das Amt des Schatzkanzlers zu übernehmen. Dieser setzte – unter Androhung seines Rücktritts – im Februar 1956 seinen Willen durch, als er gegen Edens Willen die bestehenden Subventionen für Brot und Milch strich. Bei seinen Kabinettskollegen und Untergebenen war Eden bald unbeliebt, da er sie stark beaufsichtigte; Eden konnte schlecht delegieren, verlor sich in Detailfragen und versuchte oft, auch kleinere Angelegenheiten des politischen Betriebs zu steuern.
Am 10. September 1956 bot der französische Premier Guy Mollet an, Frankreich (unter Königin Elisabeth als Staatsoberhaupt) mit dem Vereinigten Königreich von Großbritannien und Nordirland zusammenzuschließen. Eden lehnte dieses Angebot jedoch ab und ebenso Mollets Antrag zum Beitritt Frankreichs zum Commonwealth.
Die Special relationship mit den USA erwies sich in der Suezkrise als illusorisch, als Eden 1956 zusammen mit Frankreich versuchte, den ägyptischen Präsidenten Gamal Abdel Nasser von der Nationalisierung des Suezkanals abzuhalten. Nasser verstaatlichte den Suezkanal im Juli 1956. Dieser war seit seinem Bau in den 1860er Jahren Eigentum der Suez Canal Company, die viele britische und französische Aktionäre hatte. Großbritannien sah hierin eine klare Verletzung des bilateralen Suez-Abkommens, das Nasser im Oktober 1954 mit Frankreich und Großbritannien abgeschlossen hatte. Hinzu kamen der symbolträchtige Stellenwert und die überragende Bedeutung des Suezkanals für die Erdölversorgung Westeuropas und Großbritanniens; zwei Drittel des gesamten damaligen Ölverbrauchs Westeuropas wurden durch den Suezkanal transportiert.
Eine Reihe von Ländern kam Mitte August 1956 zu einer Konferenz in London zusammen, um die sich anbahnende Krise diplomatisch zu lösen; Nasser wies die konzilianten 18-Nationen Vorschläge („Eighteen Nations Proposals“) an Ägypten zurück.

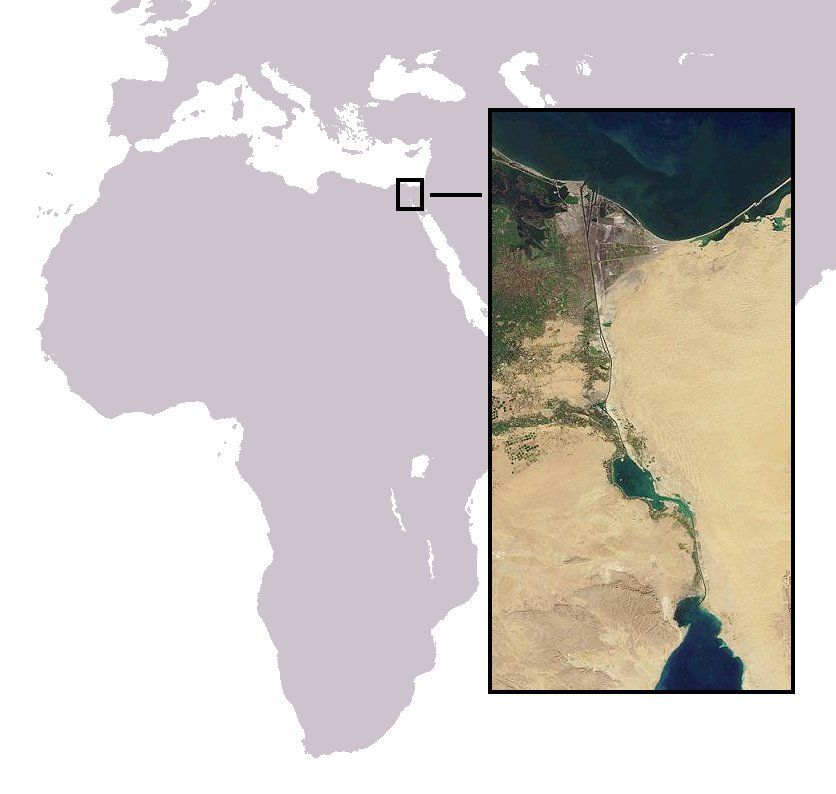
Lage des Suezkanals

Basierend auf seinen Erfahrungen in den 1930ern glaubte Eden in Nasser einen neuen Mussolini zu erkennen. Er hielt beide Männer für aggressive nationale Sozialisten, entschlossen, in andere Länder einzufallen. Parallel zu den (erfolglosen) Verhandlungen und Schlichtungsversuchen begann er deshalb mit den Stabschefs der britischen Streitkräfte eine Militäraktion vorzubereiten. Ebenso beauftragte Eden seinen Geheimdienst, Nasser ermorden zu lassen, was jedoch erfolglos blieb.  Auch sein langjähriger Freund Lord Salisbury (der amtierende Lord President of the Council und Führer der Konservativen im Oberhaus) und Schatzkanzler Macmillan unterstützten Edens Konfrontationskurs; Macmillan bestärkte Eden zudem in der Ansicht, dass die sich neutral gebenden USA letztlich Großbritannien unterstützen und ein fait accompli akzeptieren würden. Am 14. Oktober kam Eden zu einem informellen Treffen mit dem französischen Minister Albert Gazier und General Maurice Challe in Chequers zusammen; die französischen Abgesandten schlugen Großbritannien eine Kooperation vor. Am 22. und am 24. Oktober trafen sich in Sèvres (Frankreich) Außenminister Selwyn Lloyd, Israels Premierminister David Ben-Gurion, der israelische Generalstabschef Mosche Dajan und eine französische Delegation um Premierminister Mollet zu geheimen Verhandlungen.
Analog zu dem von Gazier und Challe ausgearbeiteten Plan fiel Ende Oktober 1956 Israel in die ägyptische Sinai-Halbinsel ein; vorgeblich um beide Parteien zu trennen und den Frieden wiederherzustellen, tatsächlich jedoch, um die internationale Kontrolle über die Kanalzone wiederzuerlangen und Nasser zu stürzen,  besetzten Briten und Franzosen im Folgenden die Suezkanalzone.

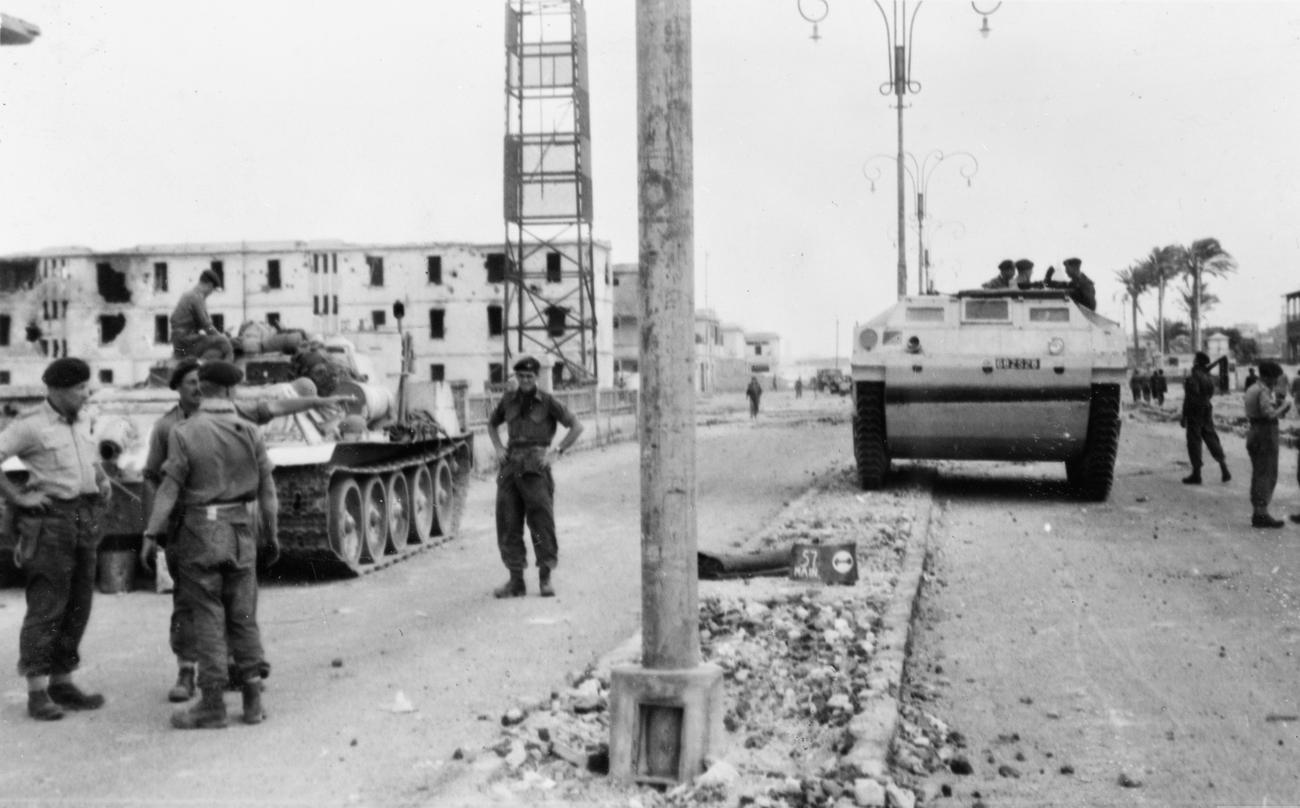
Britische Panzer in Port Said, November 1956

Während Westdeutschland, Neuseeland, Australien und Südafrika die Aktion öffentlich begrüßten, opponierten sowohl die UNO als auch die beiden Supermächte Sowjetunion und USA. Der amerikanische Präsident Eisenhower protestierte unverzüglich und scharf gegen die Invasion, wobei mehrere Gründe hierbei eine Rolle spielten:
- Eisenhower sah durch die anglofranzösische Intervention seine Chancen für eine Wiederwahl bei den anstehenden Präsidentschaftswahlen gefährdet.[97]
- Die USA waren traditionell ein Verfechter der Entkolonialisierung, weil dadurch neue Staaten entstehen und amerikanische Interessen gestärkt würden.
- Man erhoffte sich in Washington das Wohlwollen der arabischen und afrikanischen Führer (siehe auch Containment-Politik).

Die USA und die Sowjetunion begannen bald, massiven politischen Druck auf Großbritannien und Frankreich aufzubauen. Zudem begannen die USA mit der Veräußerung von britischen Währungsreserven, was zu einem Einbruch des Pfund-Kurses führte. Gleichzeitig blockierten sie einen Kredit des IWF für Großbritannien. Schatzkanzler Macmillan, vormals neben Eden einer der führenden Hardliner in der britischen Regierung, vollzog angesichts dieser ökonomischen Sanktionen eine radikale Kehrtwende und forderte nun innerhalb des Kabinetts einen sofortigen Abbruch der Intervention. Innenpolitisch schwenkte Labour unter Hugh Gaitskell, der Eden anfänglich ebenfalls zu einem entschlossenen Handeln ermutigt hatte, auf eine harte Oppositionshaltung um. Zudem trat am 31. Oktober mit Anthony Nutting (Minister of State for Foreign Affairs) ein Vertrauter Edens aus Protest gegen das Suez-Abenteuer zurück.
Am 7. November kam vorzeitig ein Waffenstillstand zustande. Eden hatte ignoriert, dass Großbritannien als Folge des Zweiten Weltkriegs von den USA finanziell abhängig war. So musste er sich dem amerikanischen Druck zum Rückzug beugen. Die Suezkrise wird heute gemeinhin als das Ereignis angesehen, welches Großbritanniens und Frankreichs Ende als Weltmächte ersten Ranges markiert.
Das Suez-Fiasko beschädigte Edens Ruf als Staatsmann und führte zu einem gesundheitlichen Zusammenbruch. Er sah sich zu einem Erholungsurlaub gezwungen und überließ die Amtsgeschäfte kommissarisch Rab Butler. Eden nahm zahlreiche Medikamente, um dem Druck des Amts standzuhalten. Unter anderem nahm er Morphin zur Beruhigung und Benzedrin zur Antriebssteigerung. Im November zog er sich nach Jamaika zurück, wohin er von Ian Fleming eingeladen worden war. Eden geriet auch wegen dieses Urlaubs in die massive Kritik der britischen Presse. Auch wurden in der politischen Presse bereits Spekulationen über seinen möglichen Nachfolger angestellt. Ein angedachtes Treffen mit Eisenhower, um die bestehenden Differenzen zu lösen, kam – aufgrund Eisenhowers ablehnender Haltung – nicht zustande. Während Edens Abwesenheit wurde innerhalb der Tories zunehmend die Nachfolgefrage gestellt.
Parlamentsmitglieder quer durch die Fraktionen kritisierten Edens verfrühtes Drängen auf einen Waffenstillstand. Von Oppositionsführer Hugh Gaitskell konfrontiert, gab Eden am 20. Dezember 1956 wahrheitswidrig im Unterhaus an, es habe keine vorherige Kenntnis über den israelischen Angriff gegeben.
Am 8. Januar 1957 informierte er die Queen auf Sandringham House über seinen Entschluss zurückzutreten. Am Folgetag teilte er dies auch dem Kabinett mit und zitierte als Grund seine Ärzte, die ihn informiert hätten, dass sein Leben unter der Belastung des Amts in Gefahr sei. Sein Schatzkanzler Harold Macmillan, einer der Architekten der Invasion, wurde im Januar 1957 sein Nachfolger.

### Ruhestand

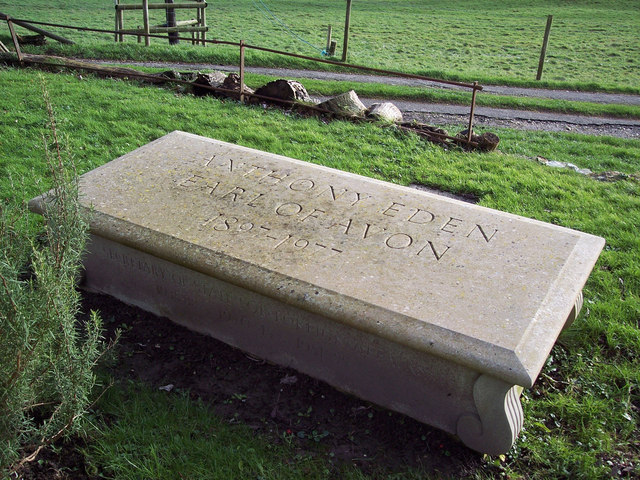
Edens Grabstätte in Alvediston.

Edens persönliche Popularität in der Bevölkerung blieb zunächst bestehen, und am 14. Juli 1961 wurde er zum Viscount Eden of Royal Leamington Spa in the County of Warwick und zum Earl of Avon ernannt. Er führte in Wiltshire ein ruhiges Leben mit seiner zweiten Frau Clarissa (1920–2021) und züchtete einige Jahre lang Hereford-Rinder. Außerdem verfasste er seine persönlichen Memoiren in drei Bänden, wodurch er zum ersten Mal zu persönlichem Wohlstand gelangte. Zu tagesaktuellen politischen Fragen äußerte er sich nur sehr selten in der Öffentlichkeit. Von 1945 bis 1973 war er Kanzler der Universität von Birmingham. Kurz vor seinem Tod veröffentlichte er noch die viel gelobten Memoiren „Another World“, ein Buch über sein frühes Leben. Am 14. Januar 1977 gegen 11 Uhr morgens starb der Earl of Avon in Alvediston an einem Leberzellkarzinom. Er wurde auf dem St-Mary’s-Friedhof in Alvediston beerdigt.
Edens überlebender Sohn, Nicholas Eden (1930–1985), war auch Politiker und Minister in der Regierung Thatcher, bis er frühzeitig an AIDS verstarb.

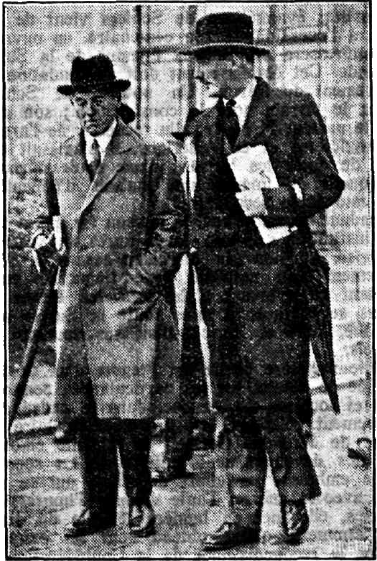
Eden (rechts im Bild) 1937 in Nyon mit Hut.

## Eden in der modernen Populärkultur
Eden erwarb sich in den 1930er Jahren eine Reputation für seinen ausgewählten Kleidungsstil; in Großbritannien wurde er zum (informellen) Namenspatron des Homburger Huts mit einem unbordierten, geraden Schnittrand. Der „Anthony Eden“ fand sowohl Eingang in den allgemeinen Sprachgebrauch als auch in zahlreiche Wörterbücher.
Im amerikanischen TV-Film The Gathering Storm wurde Eden vom Schauspieler Michael Elwyn dargestellt. Michael Gough verkörperte Eden im BBC-TV-Spiel Suez 1956 aus dem Jahr 1979. 2010 spielte Anthony Calf Eden in der Serie Rückkehr ins Haus am Eaton Place, während er in der Netflix-Serie The Crown von Jeremy Northam porträtiert wird. Im Royal-National-Theatre-Theaterstück Never So Good, welches sich mit der Karriere Harold Macmillans beschäftigt, wird Eden ebenfalls von Anthony Calf verkörpert; er wird dabei als hysterischer, tablettensüchtiger Mann porträtiert, der seine Kabinettsmitglieder ausspionieren lässt. Im West-End-Theaterstück The Audience wurde er zunächst von Michael Elwyn und nachfolgend von David Robb porträtiert. In der achtteiligen ITV-Dramaserie Winston Churchill: The Wilderness Years wird Eden von Tony Mathews verkörpert. Im 2017 veröffentlichten Film Die dunkelste Stunde wird Eden von Samuel West porträtiert.
Eden wird zudem auch von der englischen Musikgruppe The Kinks in ihrem Song She’s Bought a Hat Like Princess Marina (aus dem Album Arthur (Or the Decline and Fall of the British Empire)) erwähnt.

## Erinnerung
Die Suezkrise ruinierte Sir Anthony Edens Ruf als fähiger Staatsmann, den er sich in den vorangegangenen Jahrzehnten erworben hatte. Auch seine hoch gelobte Autobiographie und zwei insgesamt relativ wohlwollende Biographien (erschienen 1986 und 2003) brachten keinen generellen Meinungswandel. So belegte Eden in einer Umfrage des BBC-Newsnight-Programms im September 2008, bei der die Abstimmenden den besten Premierminister nach 1945 wählen sollten, den vorletzten Rang; lediglich der gerade erst neu ins Amt gekommene Gordon Brown rangierte hinter ihm. Bei einer gleichlautenden Umfrage der Universität von Leeds belegte Eden den letzten Rang; die Umfrage war unter 106 Akademikern abgehalten worden, die sich auf britische Geschichte und britische Politik spezialisiert haben.
Ihm zu Ehren ist der Eden-Gletscher in der Antarktis benannt.

## Schriften
- The Eden Memoirs. Facing the Dictators. Cassell & Co, London 1962.

deutsche Version: Angesichts der Diktatoren. Memoiren 1923–1938. Kiepenheuer & Witsch, Köln 1964.
deutsche Version: Angesichts der Diktatoren. Memoiren 1945–1957. Kiepenheuer & Witsch, Köln 1964.
- Another World. Allen Lane, London 1976, ISBN 978-0-7139-1003-2.